# Fondo Africano para el Desarrollo de las Mujeres
El Fondo Africano para el Desarrollo de las Mujeres (en inglés: African Women's Development Fund; AWDF) es la primera fundación panafricana que apoya el trabajo de las organizaciones de derechos de las mujeres en África. Fue fundada en 2001 por Bisi Adeleye-Fayemi, Joana Foster y Hilda M. Tardia. La AWDF pertenece a la Red Internacional de Fondos de Mujeres, una organización paraguas para fundaciones feministas dedicadas a apoyar los derechos humanos de las mujeres. 

## Logros
El AWDF apoyó la reunión del primer Foro Feminista Africano celebrado en Acra del 15 al 19 de noviembre de 2006 en el que se acordó la Carta de Principios Feministas para Feministas Africanas texto de referencia como impulso de reflexión del feminismo en África.
Ellen Johnson Sirleaf, Presidenta de Liberia y ganadora del Premio Nobel de la Paz 2011, pronunció la conferencia del décimo aniversario de AWDF en Acra, Ghana, en noviembre de 2010 destacando el valor de la organización para promover el liderazgo y el empoderamiento de las mujeres africanas ". 
Entre 2001 y 2016, AWDF distribuyó 26 millones de dólares a organizaciones de derechos de las mujeres.